# Сивик Сентер (Сан-Франциско)
Муниципальный центр, Сивик Сентер (англ. Civic Center) — район города Сан-Франциско, Калифорния, США. В 1987 году Муниципальный центр Сан-Франциско признан Национальной Исторической Достопримечательностью, а ранее, 10 октября 1978 года, внесён в Национальный реестр исторических мест США.
Расположен в нескольких кварталах к северу от пересечения улиц Маркет-стрит и Ван-Несс-авеню. В нём находится множество крупнейших правительственных и культурных учреждений города. Он состоит из 2 больших городских площадей (Сивик Сентер Плаза и Юнайтед Нэйшен Плаза), а также ряда зданий, выполненных в классическом архитектурном стиле, в число которых входит: Гражданская Аудитория Билла Грэма (ранее Экспозишн Аудиториум); театр Хербста, находящийся в Здании Ветеранов — здесь в 1945 году был подписан Устав Организации Объединённых Наций, что в дальнейшем привело к созданию Организации Объединённых Наций. Здесь же в 1951 году был подписан Сан-Францисский мирный договор — мирный договор, который официально положил конец Тихоокеанскому театру военных действий Второй мировой войны с Японской империей, которая капитулировала в 1945 году.

## Расположение
Муниципальный Центр граничит с Маркет-стрит на юго-востоке; улицей Франклин-стрит на западе; улицей Тёрк-стрит на севере; и улицами Ливенворт-стрит, Макаллистер-стрит, а также площадью Чарльза Дж. Бренхэма на востоке. Муниципальный центр граничит с районом Тендерлойн на севере и востоке и районом Хaйeс Вэлли на западе; улица Маркет-стрит отделяет его от района Саут-оф-Маркет (СоМа).

## История
Первая постоянная городская ратуша Сан-Франциско была наконец построена в 1899 году после затяжных строительных попыток, начавшихся в 1871 году, на участке треугольной формы, который впоследствии стал Муниципальным Центром и была ограничена улицами Ларкин, Макаллистер и Маркет. Хотя строители обещали закончить строительство в течение двух лет, из-за коррупции стоимость постройки возросла с 1 млн долларов до 8, а сроки постройки несоразмерно увеличились.:170
Муниципальный Центр был построен в начале XX века после того, как городская ратуша была уничтожена во время землетрясения 1906 года и пожара, последовавшего за ним. Хотя архитектор и градостроитель Даниел Хадсон Бёрнем предоставил городу планы Муниципального Центра в стиле архитектуры неоклассицизма незадолго до землетрясения 1906 года, его планы так и не были превращены в жизнь. План Бёрнема предусматривал создание большой полукруглой площади на пересечении улиц Маркет и Ван-Несс в качестве узла, соединяющего административные здания с вышеуказанными улицами.:10–11
Вскоре после землетрясения, временная городская ратуша была построена на улице Маркет-Стрит, но планирование постоянного строения и муниципального центра так и не началось в течение последующих нескольких лет. Современный Муниципальный Центр был спланирован группой местных архитекторов, под председательством Джона Галена Ховарда. Новый Муниципальный Центр должен был состоять из пяти главных зданий, стоящих вокруг центральной прямоугольной городской площади: Ратуши, Конференц-зала, Главной Библиотеки, Оперного Театра и Административного Здания Штата.:12 29 марта 1912 года на строительство нового Гражданского центра была выпущена облигация на сумму 8,8 миллиона долларов; в то время городу принадлежал только участок треугольной формы, на котором до землетрясения стояла старая ратуша. Резолюция, принятая Наблюдательным советом города Сан-Франциско, требовала, чтобы новое здание городской ратуши было построено на месте старого, таким образом ранние планы Муниципального центра предусматривали постройку Городской Ратуши к востоку от центральной городской площади. Мнения, на которых настаивала консультационная архитектурная группа, привели к перемещению мэрии на западную сторону площади.:12 Строительство городской ратуши — первого здания нового Муниципального центра началось 5 апреля 1913 года.
Постройка нынешней городской ратуши была завершена в 1915 году, ко времени проведения Панамо-Тихоокеанской международной выставки. Экспозиционная Аудитория стала второй постройкой; в то время, планы включали здание Главной Библиотеки (которая должна была быть построена на месте старой городской ратуши), но оставляли бывшую площадь Маршала (ограниченную улицами Ларкин, Фултон, Гайд и Грув) нетронутой. От планов строительства нового оперного театра на площади Маршалл-сквер отказались. Здание главной библиотеки (1916 год), здание администрации штата Калифорния (1926 год), Оперный театр Военного Мемориала и его соседний близнец — Здание Ветеранов Военного Мемориала (которые вместе стали ядром Военного Мемориала и Центра Исполнительных Искусств Сан-Франциско, завершенного в 1932 году), а также Старое Федеральное Здание (1936 год) были все построены после Выставки. Планирование городской площади Сивик Сентер началось в 1915 году, но её постройка так и не была завершена до 1925 года. Площадь Маршала так и осталась не тронутой,:12,14 до тех пор, пока новое здание Главной Библиотеки не было построено на этом месте в ранних 1990-х годах.
Во время Второй мировой войны армейские бараки и Сады победы были построены на территории городской площади Муниципального центра, которая находится прямиком на восток от городской ратуши и на запад от здания библиотеки. В период с 50-е по 80-е годы в этом районе были построены высокие постмодернистские федеральные и государственные здания; подземный выставочный комплекс Брукс-холл (Сан-Франциско) был построен под площадью в 1958 году, а в 1960 году к нему был пристроен прилегающий гараж. В 1980 году были построены Дэвис-Симфони-Холл и Репетиционный зал Гарольда Л. Целлербаха. 1990-е годы увидели постройку нового здания Главной Библиотеки на не занятой территории площади Маршала, в старом здании библиотеки разместился Музей Азиатского Искусства, также были убраны все уличные скамейки. В 1998 году город официально переименовал часть городской площади в честь бывшего мэра и присвоил ей название Городская Площадь Исполнительских Искусств им. Джозефа Алиото.
Центральное расположение района, огромное открытое пространство и череда правительственных зданий сделали и продолжают делать Муниципальный Центр местом проведения массовых политических митингов. Сивик Сентер служил сценой для антивоенных протестов и гонок со времени Корейской войны. В нём также происходили основные события движения за права геев. Активист Харви Милк проводил здесь митинги и выступал с речами. После его убийства 27 ноября 1978 года, массовое бдение при свечах прошло в этом районе. Позже, здесь прошла ночь бунтов Уайта, связанная с мягким приговором Дэну Уайту — убийце Милка. В последнее время Муниципальный Центр стал центральным местом движения за однополые браки, после того как мэр Гэвин Ньюсом женил здесь пары.

## Достопримечательности и описание

### Административный центр
Центральное место Муниципального района занимает ратуша Сан-Франциско, которая возглавляет комплекс и занимает два городских квартала на улице Полк-стрит. Часть улицы, находящаяся перед зданием, была переименована, в честь Карлтона Бенджамина Гудлетта, местного африкано-американского активиста. Через дорогу на улице Макаллистер расположена штаб-квартира Верховного суда Калифорнии. Напротив него находится Музей азиатского искусства, открытый в 2004 году в бывшем здании главного отделения Публичной Библиотеки Сан-Франциско, которая переехала в новое здание, построенное к югу от улицы Фултон в 1995 году.
К северу от городской ратуши расположено Федеральное здание Филиппа Бертона и здание суда США, в котором находится Федеральный окружной суд Северного округа Калифорнии, а также административные здания штата Калифорния. В эти здания входят несколько федеральных агентств, включая территориальное отделение федерального бюро расследований Сан-Франциско. На востоке от главного комплекса Муниципального Центра на близлежащей улице Мишн, находится главное здание Апелляционного суда девятого округа США, которое отделено 7-й улицей от Федерального здания Сан-Франциско.

### Памятники
Памятник пионерам, построенный на средства Джеймса Лика и посвященный Манифесту Предначертания, расположен в центре улицы Фултон между зданием библиотеки и музеем Азиатского искусства. При постройке метрополитена Bay Area Rapid Transit, проходящем под улицей Маркет-стрит, часть улицы Фултон между улицами Гайд и Ливенворт была превращена в пешеходную зону и перепланирована в площадь Объединения Наций в 1975 году, как памятник, посвященный Организации Объединённых Наций и событию подписания Устава ООН. Пешеходная зона площадью 11 000 квадратных метров была спроектирована Лоуренсом Халприном. Она была повторно посвящена в июне 1995 года во время посещения членов Генеральной Ассамблеи ООН, как часть празднования 60-летнего юбилея, и отремонтирована и перепосвящена снова в 2005 году во Всемирный день окружающей среды. Сегодня на этом пространстве находится маленький фермерский рынок, а также реплика большой конной статуи Симона Боливара.

### Культура
На востоке от ратуши на авеню Ван-Несс расположен Оперный Театр Военного Мемориала, в нём в 1945 году был подписан Устав ООН, а также Сан-Францисский мирный договор 1951 года. Дэвис-Симфони-Холл находится на юге от Оперного театра; на север от него расположено Здание Ветеранов Военного Мемориала, в котором находится Театр Хербста. Гражданская аудитория Билла Грэма и театр Орфей также находятся в Муниципальном Центре.

### Парки и общественные пространства
К востоку от городской ратуши находится основное открытое общественное пространство — Сивик Сентер Плаза. Несмотря на сомнительную репутацию этой площади из-за её близости к району Тендерлойн, её центральное расположение также делает её центром многих городских фестивалей и парадов. Множество уличных парадов и гуляний проходит на площади Сивик Сентер Плаза, включая Гей-прайд парад Сан-Франциско, городские празднования Дня Земли, которые привлекают более 15 000 человек, парад по случаю празднования Дня святого Патрика, сан-францисская версия Парада любви, и фестиваль Сан-Франциско ЛавЕволюшн. Отремонтированные и вновь открытые 15 февраля 2018 года игровые площадки Муниципального Центра имени Хелен Дилер расположены на северо-восточном и юго-восточном углах городской площади Муниципального Центра. Организация Парки и Зоны Отдыха Сан-Франциско в партнерстве с The Trust for Public Land отремонтировала 20-летние детские площадки. Детские площадки были профинансированы за счет щедрого пожертвования в размере 10 миллионов долларов от Фонда семьи Хелен Дилер. Этими площадками пользуются жители множества ближайших районов, в которых ограничены открытые пространства, в число этих районов входит: Тендерлойн, Вестерн-Аддишн, Хайес Вэлли, а также Саут-оф-Маркет.

### Транспорт
Доступ к Муниципальному Центру осуществляется благодаря остановке метро Сивик Сентер, расположенной на улице Маркет-стрит, на которой останавливаются составы Bay Area Rapid Transit и Muni Metro. Исторические трамваи, ходящие по пути F Market и множество автобусных маршрутов компании Muni также проходят невдалеке.

### Образование
В Муниципальный Центре находятся 4 знаменитых школы высшего образования: Минерва Университет, Калифорнийский университет, Юридический колледж Гастингса, частные Калифорнийский Институт Искусств - Сан-Франциско и Консерватория Сан-Франциско.
Калифорнийский университет Гастингса занимает два квартала, растянувшись вдоль улицы Гайд между авеню Голден-Гэйт и Макаллистер. Университету Академии Искусств принадлежит два здания в окрестностях, которые используются для академических и административных целей.

### Другие достопримечательности
Также недалеко находится Кондоминиум Фокс-Плаза. Огромная художественная инсталляция «Светлячок» Неда Кана может быть видна на боковой стене здания Комиссии по Коммунальным Услугам, находящегося на авеню Голден-Гэйт.
В декабре 2010 года был установлен комплекс инновационных ветряных и солнечных гибридных уличных фонарей компании Urban Green Energy как часть программы устойчивого развития центра города.

## Избранные фотографии
- Ратуша Сан-Франциско
- Комплекс государственного управления Рональда М. Джорджа: на переднем плане находится здание Эрла Уоррена, а позади расположено здание государственного управления Хирама В. Джонсона
- Музей Азиатского Искусства
- Общественная библиотека Сан-Франциско
- Аудитория Грэма и здание Фокс-плаза
- Оперный театр Военного мемориала
- Городская площадь Объединения Наций
- Памятник пионерам
- Департамент общественного здравоохранения